# Кортале
Кортале је насеље у Италији у округу Катанцаро, региону Калабрија.
Према процени из 2011. у насељу је живело 2002 становника. Насеље се налази на надморској висини од 428 м.

## Становништво
| 1951. | 1961. | 1971. | 1981. | 1991. | 2001. | 2011. |
| ----- | ----- | ----- | ----- | ----- | ----- | ----- |
| 4.409 | 3.894 | 3.108 | 3.022 | 2.898 | 2.436 | 2.217 |